# La Montagne aux bijoux (film, 2006)
Pour les articles homonymes, voir La Montagne aux bijoux.

La Montagne aux bijoux (en persan : کوه جواهر, Kuh-e javāher) est une sélection de trois petits films d'animation iraniens distribués en France sous forme de long métrage en 2006.

## Les trois courts métrages
- La Montagne aux Bijoux (Kuh-e javāher), de Abdollah Alimorad, 1994, 27 minutes, marionnettes

Dans un bazar, un jeune garçon pauvre aperçoit derrière une vitrine une boutique remplie de pierres précieuses. Le marchand l'invite à entrer, puis l'emmène avec lui dans la montagne, où il devra affronter de multiples dangers...
- Une Histoire Douce, de Mohamed Reza Abedi, 1995, 15 minutes, éléments découpés

Recueillie par un vieux bûcheron, une cigogne blessée lui fait présent de trois graines de pastèque en signe de reconnaissance. Elles se transforment en un trésor qui attise bientôt la jalousie d'un chasseur cupide...
- Les Oiseaux blancs, de Abdollah Alimorad, 2003, 15 minutes

Deux oies sauvages au plumage immaculé ne se quittent pas. Quand l'hiver arrive, la nourriture commence à leur faire défaut, et elles cherchent un peu de soleil dans un marais. L'une est prête aux compromissions pour assurer sa survie, l'autre refuse de renoncer à sa dignité.

## Fiche technique
- Durée totale :
- Technique :
- Pays : Iran
- Date de sortie : 2006 (France)